# 乐高大师
樂高大師》是中國的一檔真人秀電視節目，為同名真人秀電視節目的中國版。2021年10月起由深圳衛視播出。

## 原版与引进
《乐高大师》原版节目最初于2017年起在英国播出，节目版权由法国班杰集团和乐高共同拥有。2018年起，该节目在美国、德国、澳大利亚等国家陆续播出。
在节目中，选手要根据每一集的不同主题及要求，利用乐高积木拼砌作品。
2021年，深圳卫视引入该节目版权，并推出该节目的中国版。

## 第一季节目概述
节目主持人为张朋及史强（强子），参加节目录制的选手共有8组，评委由中国第一位“乐高专业认证拼砌大师”蒋晟晖以及全球首位女性“乐高专业认证拼砌大师”侯唯唯组成。
该节目最初曾定档2021年9月17日播出，后改档同年10月15日21时15分播出先导片，10月22日晚间21点档播出第一集正片。